# Sperandio
O nome de família italiano Sperandio é classificado como tendo origem em um nome pessoal. De acordo com eruditos, “o mais antigo e disseminado tipo de sobrenome é o que deriva de um nome dado”. Tais nomes de família podem ser derivados de um primeiro nome de um parente, ou do nome de um avô, ou, de fato, de um ancestral remoto do portador original do sobrenome. 
Com respeito ao nome de família Sperandio, sua origem reside no nome pessoal Sperandio, composto dos elementos “spera in dio” que, literalmente, significa “Espera em Deus”. Este nome pessoal, que representa a fé cristã, foi documentado primeiramente em inícios da Idade Média na forma latinizada Sperandeus. 
Variantes do sobrenome Sperandio incluem Sperindio, Spperandio e Sperandeo. Uma das mais antigas referência a este sobrenome, ou a uma de suas variantes, é o registro de um Giovanni Sperandio, pintor e arquiteto mencionado em 1614. Pesquisas atuais, porém, podem provar que este nome já tenha sido documentado em data anterior à indicada acima.
- Fontes citadas no fim da Leitura

Sperandio di Bartolommeo Savelli foi um medalhista, arquiteto, escultor, pintor, forjador de bronze e de canhão Italiano. Ele era filho de um ourives romano, Bartolommeo di Sperandio Savelli. Um medalhista prolífico, ele produziu medalhas de vários governantes italianos. O anverso desta medalha traz um retrato de Federigo da Montefeltro, duque de Urbino (1422– 1482), e o reverso mostra Federigo a cavalo com a inscricao "OPUS SPERANDEI" - que significa "Trabalho de Sperandios". SPERANDEI traz o plural de SPERANDEO em latin.
Frederico teve como sede de suas moradias o Castelo de Tavoleto , que antes se chamava Castello di Montefeltro. A regiao do Marche no entorno Leste da costa Adriatica tem trabalhadores especializados como Armeiros, devido aos investimentos de Federigo da Montefeltro na seara militar. A empresa Benelli transferiu-se para Urbino em busca dessa Tecnologia. A família Sperandio, que floresceu em Bragança Paulista, norte do interior de São Paulo, Brasil, descende de Gian Antonin Sperandio - nascido na cidade de Tavoleto, Urbino, circa 1845. Estes descendentes provenientes de Urbino acabaram por urbanizar a região Bragantina, trazendo os dons artísticos de Savelli para o interior de São Paulo, gerando profissionais das artes mais complexas da atualidade - pintores, engenheiros, armeiros e médicos. 
Goethe, dono de uma medalha desse tipo, elogiou Sperandio em vez de Pisanello, com base na comparação com as medalhas de Sigismondo Malatesta de Pisanello. A peça, que é um aftercast tardio, possivelmente do século XVIII ou XIX, pode ter sido criada após um original principal de cerca de 1482. Citado no Museu Metropolitan de Nova York: Sperandio - Mantuan, c. 1425/1428 - c. 1504, Sperandio, Savelli ou Savelli, Sperandio di Bartolommeo era filho de Bartolommeo di Sperandio Savelli, um ourives romano que foi registrado pela primeira vez em Mântua em 1433 e que morreu lá em 1457. O filho nasceu em Mântua entre 1425 e 1428, e a família mudou-se para Ferrara por volta de 1437. a cidade se tornaria o lar principal de Sperandio. Ele foi documentado pela primeira vez como ourives em 1445, intermitentemente até 1477 e novamente entre 1490 e 1495.
Ele também trabalhou para a corte de Mântua e recebeu encomendas de Milão para uma medalha do duque Francesco Sforza (NGA 1957.14.708.a , b) e de um patrono veneziano (NGA 1957.14.725.a, b). Sperandio esteve em Faenza em 1477, contratado por cinco anos para trabalhar na escultura da catedral, mas deixou a cidade no ano seguinte, após uma revolução política. O contrato especificava que ele trabalharia em bronze, mármore, terracota, chumbo, ourivesaria, desenho e pintura. Sperandio atuou em Bolonha entre 1478 e 1490, novamente em Mântua em 1495-1496 e em Veneza entre 1496 e 1504, onde provavelmente morreu, não tendo mais condições de trabalhar.
Notáveis portadores do sobrenome Sperandio incluem: Bartolomeo Sperandio, um ator falecido em 1778.
Registros do século XIX da cidade de Basciano, Teramo, contém numerosas referências a este nome de família, entre os quais temos do casamento de Berardino Sperandio e Ana Cecília Trosini, celebrado em 30 de abril de 1812; e o de Gioanni Sperandio e Maddalena Pirocchi, ocorrido em 14 de dezembro de 1815. Também existe documentação do batismo de Giovanni Sperandio, filho de Innocenzo Sperandio e Concetta Di Nicola, registrado em 16 de março de 1835.
Contudo, não existem fontes para provar o dito acima, e é provável que em Peruggia, Itália seja o registro mais antigo, datando do século II a.C. o que nos leva a crer Sperandio dificulta a admitir seu pano de fundo cristianista.
- Fontes:

[1] Ernst Friedrich Bange, Die Italienischen Bronzen der Renaissance und des Barock, Zweiter Band, zweiter Teil: Reliefs und Plaketten, Berlin and Leipzig, 1922: nos. 272-274; John Pope-Hennessy, The Portrait in the Renaissance, New York, 1966: no. 235, fig. 10.
[2] Christopher Lloyd, "Reconsidering Sperandio," Studies in the History of Art 21 [Italian Medals, ed. J. Graham Pollard] (1987): 104-112.
[3] Two of the drawings were published by George Francis Hill, "Notes on Italian Medals, VIII," The Burlington Magazine 16 (1909), 24-25. For the British Museum drawing see A.E. Popham and Philip Pouncey, Italian Drawings in the Department of Prints and Drawings in the British Museum. The Fourteenth and Fifteenth Centuries, 2 vols., London, 1950: 1:155-156, no. 252. The drawing in Washington (NGA 1973.37.1) is published in Recent Acquisitions and Promised Gifts: Sculpture, Drawings and Prints, Exh. cat., National Gallery of Art, Washington, D.C., 1974: 48, no. 13.

[This is the artist's biography published in the NGA systematic catalogue of Renaissance medals.]